# Jessica Gregg
Jessica Gregg (* 16. März 1988 in Edmonton, Alberta) ist eine ehemalige kanadische Shorttrackerin.
Gregg begann im Alter von fünf Jahren mit dem Shorttrack-Sport. Ihr erstes internationales Rennen war die Juniorenweltmeisterschaft 2005, bei der sie sogleich zwei Bronzemedaillen, eine über 500 Meter, eine in der Staffel, gewinnen konnte. Außerdem wurde sie im Mehrkampf Fünfte. Auch im nächsten Jahr konnte sie die 500-m-Bronzemedaille verteidigen, nur mit der Staffel verpasste sie als Vierte das Podest. Auch bei den kanadischen Juniorenmeisterschaften des Jahres 2006 schnitt sie sehr erfolgreich ab, hier siegte sie auf zwei Strecken und in der Gesamtwertung, wohingegen sie bei der Seniorenmeisterschaft ihres Landes eine Medaille verpasste. Bei der Alta Valtellina Trophy des gleichen Jahres gewann sie Bronze über 1000 Meter.
In der Saison 2006/07 wurde Gregg erstmals für den Shorttrack-Weltcup nominiert, wo sie gleich in ihrem ersten Weltcuprennen über 500 m das Podest als Dritte erreichte und auch mit der Staffel auf Anhieb den dritten Rang schaffte. Bei ihrem zweiten Weltcup, der wie ihr erster in ihrem Heimatland stattfand, gelang ihr mit der Staffel auch der erste Weltcupsieg. Da sie nur fünf von acht möglichen Weltcups bestritt, kam sie im 500 m-Weltcup trotz der Streichresultate nur auf den dreizehnten Rang, auch mit der Staffel platzierte sich nur auf Rang sechs im Gesamtweltcup. Dafür nahm sie erfolgreich an den Kanadischen Meisterschaften 2007 teil, bei denen sie über 500 Meter die Silbermedaille errang. In der kanadischen Shorttrack-Rangliste am Ende der Saison platzierte sie sich nach den Plätzen 14 und 12 in den Vorjahren auf dem siebten Rang.
Die Saison 2007/08 begann Gregg mit weiteren Podiumsplatzierungen im Weltcup, allerdings nur mit der Staffel, im Einzel verpasste sie eine solche, obwohl ihr über 500 Meter ein vierter und ein fünfter Rang gelangen. Nachdem sie sich im Weltcup über diese Strecke gesamt auf dem neunten Platz eingereiht hatte und bei der Weltmeisterschaft 2008 mit der Staffel die Silbermedaille gewonnen hatte, war sie am Saisonende Fünfte im nationalen Ranking. Im Shorttrack-Weltcup 2008/09 startete Gregg mit weiteren Podiumsplatzierungen, als Dritte über 500 m und in der Staffel. Gregg erreichte bei den Weltmeisterschaften in Wien Bronze über 500 m und mit der Staffel. Im folgenden Jahr erreichte sie bei den Olympischen Winterspielen 2010 in Vancouver über 500 m das Finale, verpasste jedoch die Bronzemedaille knapp und belegte Rang vier. Auch bei der Weltmeisterschaft in Sofia gewann sie Bronze mit der Staffel. Bei der Teamweltmeisterschaft in Bormio war sie erfolgreich und gewann mit ihren Kolleginnen Silber.
Neben ihrer Spezialdistanz 500 m ging Gregg im Weltcup auch auf weiteren Strecken an den Start. Je länger das Rennen dabei dauerte, desto schlechter wurden ihre Platzierungen. Während sie über 1000 m als Fünfte sogar in Podestnähe kam, steht über 1500 m bei ihr nur ein 21. Platz als bestes Weltcupergebnis in der Statistik. Die 3000 m lief sie nur bei einer Kanadischen Meisterschaft, hier platzierte sie sich auf Rang 26.
Bei den Weltmeisterschaften 2014 in Montreal gewann sie mit der Staffel Silber.
Greggs Eltern betrieben ebenfalls Wintersport, ihre Mutter Katherine nahm als Eisschnellläuferin an Olympischen Winterspielen teil, ihr Vater Randy als Eishockeyspieler. Auch ihr Bruder betrieb Eisschnelllauf im kanadischen Juniorenteam.